# Saint-Thégonnec-Loc-Eguiner
Saint-Thégonnec-Loc-Eguiner es una comuna nueva francesa situada en el departamento de Finisterre, de la región de Bretaña.

## Historia
Fue creada el 1 de enero de 2016, en aplicación de una resolución del prefecto de Finisterre de 23 de diciembre de 2015 con la unión de las comunas de Loc-Eguiner-Saint-Thégonnec y Saint-Thégonnec, pasando a estar el ayuntamiento en la antigua comuna de Saint-Thégonnec.

## Demografía
| Gráfica de evolución demográfica de Saint-Thégonnec-Loc-Eguiner entre 1876 y 2013 |
|                                                                                   |

Los datos entre 1800 y 2013 son el resultado de sumar los parciales de las dos comunas que forman la nueva comuna de Saint-Thégonnec-Loc-Eguiner, cuyos datos se han cogido de 1800 a 1999, para las comunas de Loc-Eguiner-Saint-Thégonnec y Saint-Thégonnec de la página francesa EHESS/Cassini. Los demás datos se han cogido de la página del INSEE.